# Xalapa (község)
Xalapa község (spanyolul Municipio de Xalapa) Mexikó Veracruz államának Capital régiójában található, a xalapai agglomeráció része, központja Xalapa-Enríquez város. 2010-ben a község 458 000 lakójából 425 000 élt a központban, mintegy 33 000 fő a község további 54 helységében lakott.

## Fekvése
A község Veracruz állam középső részén, a Vulkáni-kereszthegység keleti peremén terül el. Ennek megfelelően a vidék nyugatról keletre erősen lejt: míg a hegy felőli oldal némelyik pontja közel 1600 méterrel fekszik a tengerszint felett, addig a keleti vidékek már csak 700 m-es magasságban húzódnak. Talaját bázisos vulkáni kőzetek alkotják. Folyója nincs, csak kisebb patakjai: a Chico és a Paso de la Milpa állandó vízfolyások, a Chorreando, a Sedeño és a Sordo időszakosak. Mindegyikük a Papaloapan folyó vízgyűjtő területéhez tartozik. A község területének 49%-át foglalja el a város és a többi település, 37%-án növényeket termesztenek, 9% a legelők aránya, az erdők mindössze 1%-ot foglalnak el (a város déli peremén), északkeleten 4%-ot vad növényzet borít.

## Népesség
A község lakóinak száma a közelmúltban igen gyorsan nőtt: 1990 és 2010 között kb. 1,6-szeresére növekedett. A változásokat szemlélteti az alábbi táblázat:
| Év   | Lakosság |
| ---- | -------- |
| 1990 | 288 454  |
| 1995 | 336 632  |
| 2000 | 390 590  |
| 2005 | 413 136  |
| 2010 | 457 928  |

## Élővilág
A község kevés erdejére lombhullató fák jellemzőek, a legtöbb növényfaj az 1978-ban védetté nyilvánított, a város közepén emelkedő Macuiltépetl hegy 310 906 m²-es parkjában él. A város és a környező mezőgazdasági területek jellemző növényei az amerikai ámbrafa, a magyaltölgy, a jinicuil és a chalahuite nevű hüvelyes termésű fák, az avokádó, az eukaliptusz, ciprusfélék, a ricinus, az araukária, a zsakaranda, számos termesztett gyülömcs, zöldség, kukorica, és virágos dísznövények.
Állatai főleg a városon kívüli területeken élnek, megtalálhatók közöttük a bűzösborzfélék, a tlacuache, nyulak, mókusok, tasakospatkány-félék, övesállatok, az amerikai borz és a mosómedve.

## Települései
A községben 2010-ben 55 lakott helyet tartottak nyilván. A jelentősebb helységek:
| Település                       | Lakosság (2010) |
| ------------------------------- | --------------- |
| Xalapa-Enríquez (községközpont) | 424 755         |
| Colonia Santa Bárbara           | 8617            |
| Lomas Verdes                    | 6583            |
| El Castillo                     | 5154            |
| Fraccionamiento las Fuentes     | 3039            |
| Chiltoyac                       | 2458            |
| Tronconal                       | 1014            |
| La Haciendita                   | 919             |
| Colonia Seis de Enero           | 770             |
| San Antonio Paso del Toro       | 535             |
| Xoloxtla                        | 479             |
| Las Cruces                      | 455             |
| Colonia Olmeca                  | 430             |
| Ejido Benito Juárez             | 423             |
| El Plan                         | 362             |
| Colonia Ignacio Zaragoza        | 294             |
| Castillo Chico                  | 211             |
| Loma Bonita                     | 206             |